# Iphofen-Gerolzhofener Steigerwaldvorland
Als Iphofen-Gerolzhofener Steigerwaldvorland wird die naturräumliche Haupteinheit 137.1 innerhalb des Steigerwaldvorlandes (Über-Haupteinheit 137) der Mainfränkischen Platten (Haupteinheitengruppe 13) bezeichnet. Es handelt sich um eine zumeist ebene Fläche zwischen den niedrigeren Naturräumen der Kitzinger Mainebene (137.0) und dem sehr steilen nördlichen Steigerwald (115.00), die Böden werden zumeist vom Lettenkeuper beherrscht. Die naturräumlichen Einheiten des Iphofen-Gerolzhofener Steigerwaldvorlandes umschließen den Steigerwald wie eine Klammer im Norden, Westen und Süden. Die nördlichen Untereinheiten der Haupteinheit ragen eingetieft bis zum ersten Anstieg der Berge des Steigerwalds. Sie breiten sich um Herlheim bis zum Schweinfurter Becken (136) am Main, bzw. um Gaibach bis zum Obereisenheim-Wipfelder Maintal (137.08) und der Volkacher Mainschleife (137.07) aus. Der Streifen verengt sich um Wiesenbronn und Iphofen, wo die Schwanbergstufe den Übergang in den Steigerwald bildet. Südlichster Ort des Naturraums ist Nenzenheim in der sich weit nach Osten vorschiebenden Hellmitzheimer Bucht.

## Naturräumliche Gliederung
Das Iphofen-Gerolzhofener Steigerwaldvorland gliedert sich naturräumlich wie folgt:
- (zu 137 Steigerwaldvorland)
  - 137.1 Iphofen-Gerolzhofener Steigerwaldvorland
    - 137.10 Hellmitzheimer Bucht
    - 137.11 Schwanbergvorland
    - 137.12 Steigerwaldvorland von Neuses
    - 137.13 Gaibacher Lößhochfläche
      - 137.130 Lindacher Flugsandgebiet und Main-Randhöhen[3]

    - 137.14 Herlheimer Mulde
    - 137.15 Donnersdorfer Steigerwaldvorland[4]